# Prion Pond
Der Prion Pond ist ein großer Tümpel auf Bird Island im Archipel Südgeorgiens im Südatlantik. Er liegt östlich des Prince Creek.
Das UK Antarctic Place-Names Committee benannte ihn 1982 in Anlehnung an die Benennung des benachbarten Fairy Point. Namensgeber dieser Landspitze ist der am Prince Creek brütende Feensturmvogel (englisch Fairy prion).